# Texicom
Texicom nebo BZVIL - Bavlnářské závody Vladimíra Iljiče Lenina je zkrachovalá továrna v Ružomberku na výrobu textilií s bohatou historií.

## Historie továrny
Továrna byla postavena na konci devatenáctého století v severozápadní části města a na pravém břehu řeky Váh, v městské části Rybárpole (k městu přičleněna katastrálně 1894 a administrativní 1910). Výroba byla spuštěna v roce 1895 v 1. přadírně na anglických strojích značky Asa Lees a Dobson Barlow. Textilka nesla název po průmyslníkovi Izáku Mautnerovi. Během velké hospodářské krize se továrna dostala do finančních problémů, obrat nastal až válečnou konjunkturou. Na konci 2. světové války podnik tradičně dočasně zastavil výrobu. Během jejího nejúspěšnějšího období v 60. a 70. letech 20. století zaměstnávala až 5 000 lidí nejen z Ružomberka a okolí, ale také z ostatních států socialistického tábora. Po roce 1989 byla Ružomberské textilka zprivatizována společností Technoconsulting, spol. s r. o. Bratislava, která si však neplnila své závazky, v roce 1997 na čas dokonce přerušila výrobu. Privatizační smlouva byla zrušena, jednatelem a pozdějším posledním majitelem továrny se stal Vlastimil Koiš. Společnost ještě hledala potenciální investory, ale ani to nezabránilo vstupu do konkurzu. Dnes se v areálu továrny nacházejí sklady různých firem a opuštěné - chátrající budovy. Společnost patří mezi největší dlužníky města Ružomberok a dluží i Sociální pojišťovně a Všeobecné zdravotní pojišťovně.

## Bývalé názvy
Jolesch Gyula Magyar Textilipar (od 1898)
Mautnerove textilné závody
Bavlnárske závody V. I. Lenina
BAVLNÁRSKE ZÁVODY - TEXICOM, s.r.o
TEXICOM - RTZ, s r.o
TEXICOM s.r.o